# Wojciech Jakubowski
Wojciech Jerzy Jakubowski (ur. 1967) – polski politolog, profesor nauk społecznych, nauczyciel akademicki m.in. Uniwersytetu Warszawskiego, Uniwersytetu Warmińsko-Mazurskiego i Akademii Humanistycznej im. Aleksandra Gieysztora, wykładowca na Wydziale Nauk Politycznych i Studiów Międzynarodowych Uniwersytetu Warszawskiego.

## Życiorys
Pochodzi z Wrocławia, gdzie pracował jako przewodnik.
W 1991 ukończył politologię na Uniwersytecie Warszawskim, a w 1996 uzyskał stopień naukowy doktora nauk humanistycznych na Wydziale Dziennikarstwa i Nauk Politycznych UW, zostając w kolejnym roku adiunktem w Instytucie Nauk Politycznych. W 2006 na podstawie pracy pt. O Roma felix. Geneza, specyfika i przeobrażenia instytucji politycznych Państwa Miasta Watykańskiego uzyskał stopień doktora habilitowanego nauk humanistycznych w zakresie nauk o polityce. W 2015 otrzymał tytuł profesora nauk społecznych.
W latach 2008−2016 był prodziekanem WDiNP UW ds. badań naukowych i współpracy z zagranicą. Do 2019 Kierownik Zakładu Najnowszej Historii Politycznej INP UW, a od 2019 − Katedry Historii Politycznej WNPiSM UW.
Członek Komitetu Nauk Politycznych Wydziału Nauk Humanistycznych i Społecznych Polskiej Akademii Nauk (kadencja 2016−2020). Veduščij naučnyj sotrudnik w Instytucie Filozofii i Studiów Polityczno-Prawnych Narodowej Akademii Nauk Kirgistanu (2011–2016). W latach 2004–2016 redaktor naczelny kwartalnika „Społeczeństwo i Polityka. Pismo edukacyjne” (2012–2016 pismo wydawane z Biszkeckim Uniwersytetem Humanistycznym im. K. Karasaeva). Wypromował dziewięcioro doktorów.
Uczył wiedzy o społeczeństwie m.in. w VIII Liceum Ogólnokształcącym im. Króla Władysława IV w Warszawie. Rzeczoznawca Ministerstwa Edukacji Narodowej (od 2004) oraz współautor podręczników historii na poziomie gimnazjalnym oraz wiedzy o społeczeństwie i podstaw przedsiębiorczości na poziomie liceów i techników. Współpracownik CKE (m.in. współautor koncepcji egzaminu maturalnego z WoS-u od 2023 r.).

## Wybrane publikacje
- Gospodarka i polityka, Warszawa 1997
- Społeczna natura człowieka, Warszawa 1999
- Chłopi polscy, 1944−1948. Perspektywa psychohistoryczna, Warszawa 2000
- Społeczeństwo i polityka: zarys wykładu, Warszawa 2001 [red. nauk. wraz z Konstantym A. Wojtaszczykiem]
- Ustrój Kościoła Rzymskokatolickiego. Wybrane zagadnienia instytucjonalne, Warszawa 2002 [wraz z Markiem Solarczykiem]
- Społeczeństwo i polityka. Podstawy nauk politycznych, Warszawa 2003 [red. nauk. wraz z Konstantym A. Wojtaszczykiem]; i kolejne 4 wydania
- O Roma felix. Geneza, specyfika i przeobrażenia instytucji politycznych Państwa Miasta Watykańskiego, Warszawa 2005
- Rzymskokatolicka administracja kościelna na ziemiach polskich, Warszawa 2007 [wraz z Markiem Solarczykiem]
- Studia europejskie: zagadnienia metodologiczne, Warszawa 2010 [red. nauk. wraz z Konstantym A. Wojtaszczykiem]
- U źródeł ustroju II Rzeczpospolitej. Wybrane problemy debaty konstytucyjnej w latach 1917−1921, Warszawa 2012
- Europeistyka: podręcznik akademicki. T. 1 i 2, Warszawa 2012 [red. nauk. wraz z Konstantym A. Wojtaszczykiem]
- Wakans Stolicy Apostolskiej w 2013 roku. Wybrane zagadnienia ustrojowo-historyczne, Warszawa 2013
- Nauki o polityce: zarys koncepcji dyscypliny, Pułtusk 2013 [wraz z Piotrem Załęskim, Łukaszem Zamęckim]
- Historia do 1918 roku. Perspektywa kulturowo-cywilizacyjna, Warszawa 2014 [współaut. Mariusz Włodarczyk, Bartłomiej Zdaniuk]
- Polityka a historia w XX i XXI wieku, Warszawa 2015 [red. wraz z Urszulą Kurcewicz]
- Polityka i psychiatria: Maurycy Urstein i spór o Eligiusza Niewiadomskiego, Olsztyn 2016 ([wraz z Markiem Jabłonowskim]